# Карл Алберт Андерсен
Осло
Карл Алберт Андерсен (норв. Carl Albert Andersen, Østre Aker 15. август 1876 — Осло, 28. септембар 1951) је био норвешки атлетичар и гимнастичар, који се такмичио у другој половини XIX и почетком XX века. Био је веома успешан. Учествовао је два пута на Летњим олимпијским играма 1900. у Париз, где се такмичио у атлетици, а 1908. у Лондону у гимнастици. Био је и учесник Јубиларних међуолимпијских игара 1906. у Атини.
У Паризу је учествовао у две атлетске дисциплине скоку увис и скоку мотком. У скоку мотком освојио је бронзану медаљу са прескочених 3,20 метара. Бољи од њега су били првопласирани Ирвинг Бакстер са 3,30 и другопласирани Мередит Колкет са 3,25 метара. У скоку увис био је четврти скоком од 1,70 иза трећепласираног мађарског такмичара Лајоша Генција који је скочио 5 цм више.
Године 1906. учествовао је на Јубиларним међуолимпијским игарама 1906. у Атини и са норвешком гимнастичарском екипом освојио је прво место у екипном вишебоју. Медаље са овог такмичења МОК не признаје, јер то нису биле званичне олипијске игре.
Две године касније у Лондону поново се такмичио у гимнастици у екипном вишебоју и освојио сребрну медаљу.

## Лични рекорди у атлетици
- скок мотком 3,20 (1900)
- скок увис 1,75 (1902)